# Word Lens
Word Lens är en applikation som utvecklats av Quest Visual. Applikationen översätter den text som är synlig för kameran i realtid mellan olika språk, och kan därmed räknas som en tillämpning som visar en förstärkt verklighet. Denna applikation finns i skrivande stund endast till Iphone 4 men företaget som utvecklat mjukvaran har planer på att släppa den till Android, Windows Phone 7, Palm, och Blackberry.